# Falta personal

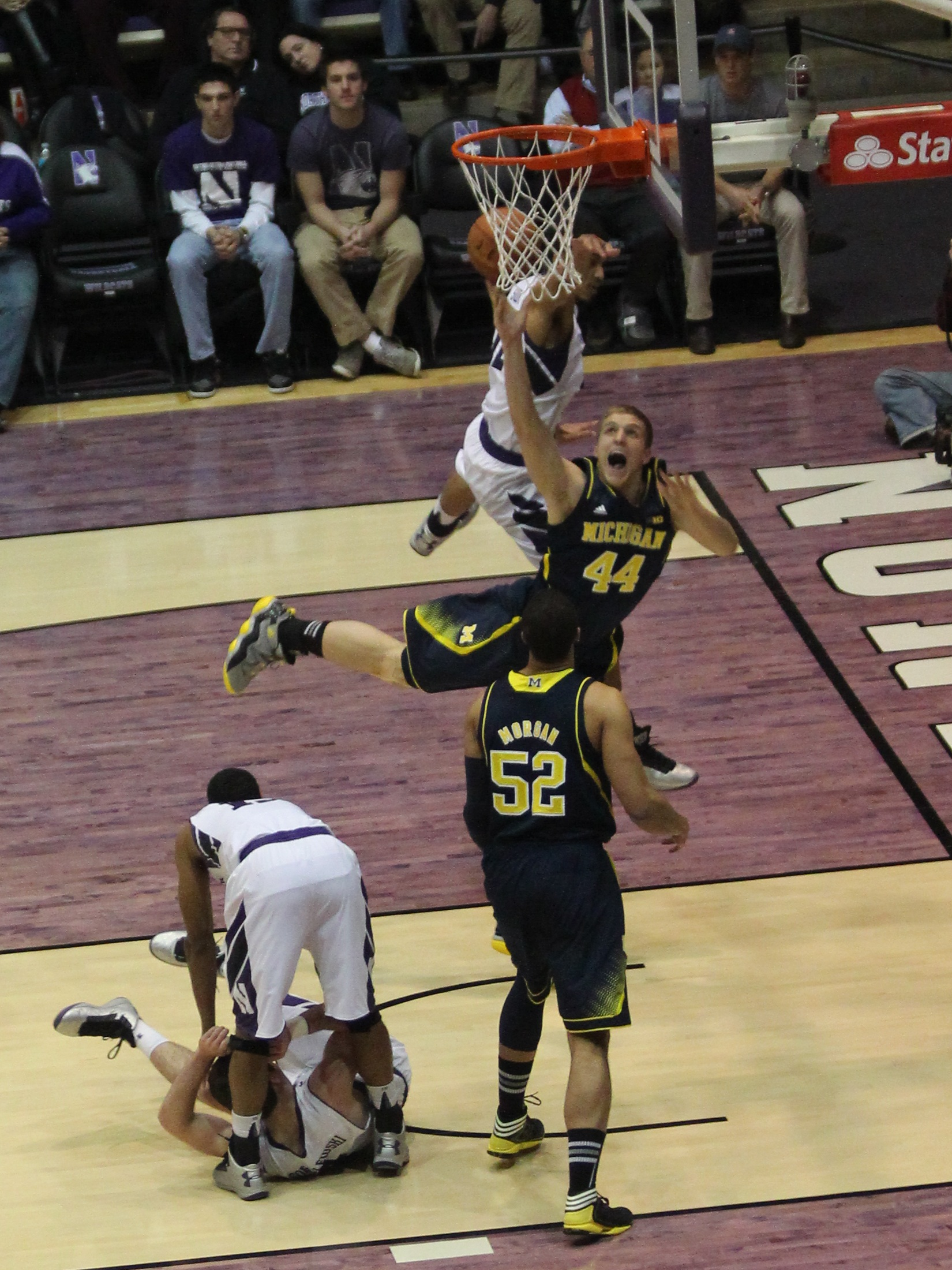
Falta personal con el cuerpo

La falta personal es una infracción en el ámbito del baloncesto. En un partido según normas FIBA (de 40 minutos de duración, es decir cuatro cuartos de diez minutos) si un jugador acumula 5 faltas personales es expulsado. En partidos de la NBA (de 48 minutos de duración, es decir de cuatro cuartos de doce minutos) se debe acumular seis faltas personales para ser expulsado.
En partidos de la NCAA (baloncesto) (de 40 minutos de duración, es decir dos tiempos de veinte minutos) se debe acumular cinco faltas personales para ser expulsado. Esto es decir cada institución tiene diferentes penalizaciones

## Tipos de faltas personales en baloncesto
Existen diferentes tipos de faltas:
- Faltas por conducta antideportiva: expulsan al jugador por más faltas personales acumuladas que tenga.
- Faltas personales: Él jugador ataca intencionalmente al otro jugador
- Falta al intentar robar: si se intenta robar el balón y hay llamada, es falta personal. El castigo es un saque de banda salvo si hay penalización.
- Falta con el cuerpo: se produce cuando un jugador tira su peso encima de otro. Por lo general es en el rebote o en las fintas de tiro.
- Falta de tiro: se produce cuando hay contacto en el tiro. Esta acude a la víctima de la falta a la línea de tiro libre.
- Falta de cargar: Consiste en empujar, cargar, hacer zancadillas o retener a un jugador contrario.

## Sanciones
La sanción que se inflige por una falta puede ser:
- Expulsión del partido, si esa falta era la última permitida. En caso de producirse esta situación, se continuará con la sanción correspondiente. Si el jugador tiene cinco faltas acumulativas y no hay quien lo pueda sustituir, el equipo quedará con cuatro personas (Se deben tener mínimo dos personas para el juego, para saques).
- Lanzamiento de un tiro libre, si se ha realizado la falta en el momento del tiro y el atacante ha encestado. Esto se denomina 2+1 o 3+1, dependiendo del valor de la canasta anterior.
- Lanzamiento de dos tiros libres, si la falta se ha actuado dentro de la zona y no se ha marcado en el partido.
- Lanzamiento de tres tiros libres, si la falta se ha hecho cuando el atacante lanzaba un triple y no ha metido en el aro mencionado.

- Saque de banda, si no se cumple ninguna de las tres sanciones anteriores.

- Datos: Q15073191